# Горбачёв, Антон Валерьевич
Антон Валерьевич Горбачёв (род. 14 марта 1996) — российский профессиональный хоккеист.

## Биография
Воспитанник Московской школы, выступал за «Беркуты Кубани» (Краснодар), «МХК Динамо» (Санкт-Петербург), «Динамо» (Санкт-Петербург).
За период ВХЛ 2017/18 года сыграл 15 матчей, забил 1 гол, 3 паса, 4 гол+пас. В 2012—2013 году играл в турнире «Кубок СДЮШОР» за команду Спартак.
В сезоне 2020/2021 играл в Чемпионате Казахстана за клуб Сарыарка.

## Награды
- Бронзовый призёр МХЛ 2015/16 — в составе «Динамо Санкт-Петербург»[источник не указан 2380 дней]
- Победитель чемпионата ВХЛ 2017/18- в составе «Динамо Санкт-Петербург»[источник не указан 2380 дней]
- Кубок Петрова 2018 — в составе «Динамо Санкт-Петербург»[1]